# Bram Koopman
Christoffel Abraham (Bram) Koopman (Den Helder, 13 februari 1917 – Alkmaar, 4 oktober 2008) was een Nederlandse leraar, econoom en politicus van de PvdA. In de jaren 70 zat hij in de Eerste Kamer.
Koopman volgde de kweekschool, deed later M.O. handelswetenschappen en economie, en studeerde in 1960 af in de economie aan de Vrije Universiteit Amsterdam. Aan de Universiteit van Amsterdam promoveerde hij in 1977.
Hij begon zijn loopbaan als onderwijzer op een lagere school en een ulo, werd leraar economie op een handelsschool en een hbs en vervolgens directeur van beide scholen (1958-1967). Daarna werd hij wetenschappelijk hoofdmedewerker aan de economische faculteit van de Universiteit van Amsterdam (1967-1982). Ook was hij nog een jaar directeur van de Stichting voor economisch onderzoek van de Universiteit van Amsterdam.
Daarnaast zat Koopman van 1964 tot 1971 in de Provinciale Staten van Noord-Holland en van 1971 tot 1978 in de Eerste Kamer. In de Kamer was hij voor zijn fractie woordvoerder voor onderwijskundige zaken. Ook richtte hij zich op onderwerpen met betrekking tot de landbouw en de Europese- en ontwikkelingssamenwerking. Om redenen van persoonlijke aard legde hij voor de afloop van zijn termijn het Kamerlidmaatschap neer.
Hij was onder meer ook bestuurslid van een Noord-Hollandse afdeling van de Protestants-Christelijke Werkgemeenschap in de PvdA (PCWG), lid van de Raadgevende Vergadering van de Raad van Europa en West-Europese Unie (1976-1978) en bestuurslid van een tweetal verenigingen van schooldirecteuren.
Bram Koopman overleed op 91-jarige leeftijd.

## Familie
Hij was een achterneef van Andries Popke Staalman (broer van zijn grootvader aan moederszijde), o.a. lid van de Tweede Kamer voor onder meer de ARP.

## Publicaties
- Onderwijsplanning als toepassing van PPBS (proefschrift, 1977)
- Democratie en Efficiency (1977)
- Informatieverzorging van de consumptieve besluitvorming (1979)

- Biografisch Portaal: 20776125
- Parlement.com: vg09llgnj2d1
- Virtual International Authority File: 285657698